# Teoria de l'equitat
La teoria de l'equitat se centra en determinar si la distribució de recursos és justa per a l'individu respecte als altres. L'equitat es mesura comparant la proporció de contribucions (o costos) i beneficis (o recompenses) per cada persona. Considerada una de les teories de justícia, la teoria de l'equitat va desenvolupar-se als anys 60 per J. Stacy Adams, un psicòleg conductista, que va afirmar que els treballadors busquen mantenir l'equitat entre el que aporten a una feina i els resultats que en reben, i resultats dels altres (Adams, 1963). La creença és que les persones valoren el tracte just, que els motiva  a mantenir l'equitat amb les relacions amb els companys i organització. L'estructura d'equitat a la feina es basa en la proporció d'entrades i resultats, on les entrades són les contribucions a fer pel treballador per l'organització.

## Bases
El focus de la teoria de l'equitat determina si la distribució de recursos és justa a ambdós socis relacionals. Proposa que individus que perceben que són premiats en excés o en defecte, experimenten aflicció, i això els condueix a esforçar-se per restaurar l'equitat dins de la relació. Es centra en determinar si la distribució de recursos és justa per ambdós socis relacionals. L'equitat és mesurada per comparar les proporcions de contribucions i beneficis de cada persona dins de la relació. Els socis no han de rebre beneficis iguals (com rebre la mateixa quantitat d'amor, cura, i seguretat financera) o fer contribucions iguals (com invertir la mateixa quantitat d'esforç, temps, i recursos financers), sempre que la proporció entre  beneficis i contribucions sigui similar. Igual que altres teories de motivació, com la teoria de Maslow, la teoria d'equitat reconeix que els factors individuals i variables afecten la valoració i la percepció de cada persona i de les relacions amb els seus socis relacionals (Guerrero et al., 2005). Segons Adams (1965), la ràbia és induïda per la injustícia en el salari i la culpavilitat és induïda per l'excés de salari (Spector 2008). El pagament del salari és la preocupació principal i és el principal problema quant a l'equitat o injustícia.
En qualsevol posició, un empleat vol sentir que les seves contribucions i actuació de feina estan sent premiades amb el salari. Si un empleat se sent mal pagat, llavors serà hostil cap a l'organització i potser amb els seus companys, traduint-se en un treballador que no rendeix bé a la feina. Són les variables subtils les que també juguen una funció important en el sentiment d'equitat. Només la idea de reconeixement per l'actuació de feina i l'acte de donar les gràcies a l'empleat causarà un sentiment de satisfacció i això ajudar l'empleat sentint que val la pena i l'empeny a obtenir resultats millors.

### Definició d'equitat
Els individus comparen les seves entrades de feina i resultats amb aquells d'altres i llavors responen per eliminar qualssevol injustícies. Comparacions de referent:

### Entrades i resultats

#### Entrades
Les entrades són definides com les contribucions de cada participant en l'intercanvi relacional i es considera que donen dret a recompenses o costos. Les entrades amb les que contribueix un participant en una relació pot ser qualssevol avantatges – donant-li dret a recompenses – o responsabilitats - o costos. Aquests elements, recompenses, responsabilitats o costos, depenen de l'ajust relacional existent. En entorns industrials, els actius com el capital i mà d'obra són vistos com a "aportacions pertinents" - entrades que donen dret legítimament el contribuent a les recompenses.. En entorns socials, actius com ara la bellesa física i la bondat són generalment vistos com a actius que donen dret al posseïdor a les recompenses socials. Trets individuals com grolleria i crueltat són vistos com a passius que donen dret al posseïdor als costos (Walster, Traupmann & Walster, 1978). Les entrades típicament inclouen qualsevol del següent:
- Temps
- Educació
- Experiència
- Esforç
- Lleialtat
- Feina dura
- Compromís
- Habilitat
- Adaptabilitat
- Flexibilitat
- Tolerància social
- Determinació
- Entusiasme
- Sacrifici personal
- Cnfiança en els superiors
- Suport de companys i col·legues
- Habilitat

#### Resultats
Els resultats es defineixen com les conseqüències positives i negatives que un individu percep que el participant hagi incorregut a conseqüència de la seva relació amb un altre. Quan la relació de les entrades amb els resultats és a prop, llavors l'empleat ha de tenir molta satisfacció amb el seu treball. Les sortides poden ser tangibles o intangibles. Els resultats típics inclouen qualsevol del següent:
- Seguretat a la feina
- Salari
- Benefici d'empleat
- Despeses
- Reconeixement
- Reputació
- Responsabilitat
- Sentit de consecució
- Elogi
- Gràcies
- Estímuls

### Proposicions
Teoria d'equitat consisteix en quatre proposicions:
1. Els individus busquen maximitzar els seus resultats (on els resultats són definits com a recompenses menys costos).[3]
2. Els grups poden maximitzar les recompenses col·lectives mitjançant el desenvolupament de sistemes acceptats per repartir equitativament les recompenses i els costos entre els membres. Els sistemes d'equitat evolucionaran dins de grups, i els membres intentaran induir altres membres per acceptar i adherir-se a aquests sistemes. La raó per induir a comportar-se de manera equitativa és pel que és més rendible comportar-se equitativament que no pas no equitativament. Així, els grups generalment tendeixen a recompensar als membres que tracten els altres de manera equitativa, i en general tendeixen a castigar els membres que tracten als altres no equitativament.
3. Quan els individus es troben en relacions no equitatives,tendeixen a angoixar-se. Com més desigual en la relació, les persones se senten amb més dificultats. Segons teoria d'equitat, tant la persona que aconsegueix "massa" i la persona que aconsegueix "massa poc" se sentirà afligit. La persona que aconsegueix massa pot sentir vergonya. La persona que aconsegueix massa poc pot sentir-se humiliat.
4. Les persones que perceben que estan en una relació desigual, per tal  d'eliminar la seva angoixa han de restaurar l'equitat en la relació. Com més gran és la desigualtat, més persones se senten angoixades i més intenten restablir l'equitat. (Walster, Traupmann i Walster, 1978)

## En els negocis
La Teoria d'equitat ha estat àmpliament aplicada a enfocaments empresarials per psicòlegs industrials, per descriure la relació entre la motivació d'un empleat i la seva percepció del tractament equitable o no equitable. En un enquadrament empresarial, la relació pertinent entre empleat i empresari. Mentre dins un matrimoni i altres relacions contractuals, la teoria d'equitat assumeix que els empleats busquen mantenir una proporció entre les entrades i els resultats reben d'ell (Adams, 1965). La teoria d'equitat en el món empresarial, introdueix el concepte de comparació social, on els empleats avaluen les seves proporcions de sortida/d'entrada pròpies i els comparen amb les proporcions de resultat de l'entrada d'altres empleats (Carrell i Dittrich, 1978). Les entrades en aquest context inclouen el temps de l'empleat, perícia, qualificacions, experiència, qualitats personals intangibles com passeig i ambició, i habilitats interpersonals. Els resultats inclouen indemnització monetària, premis, beneficis, i arranjaments de feina flexible. Els empleats que perceben la desigualtat buscaran reduir-la, ja sigui mitjançant la distorsió d'entrades i / o resultats en la seva pròpia ment ("distorsió cognitiva"), alterant directament les entrades i / o resultats, o sortir de l'organització(Carrell i Dittrich, 1978). Aquestes percepcions d'injustícia són percepcions de justícia organitzativa, o més concretament, injustícia. La teoria representa grans implicacions per a la moral dels empleats, l'eficiència, la productivitat i el volum de negocis.

### Suposicions de la teoria d'equitat aplicades al negoci
Els tres supòsits principals aplicats a la majoria de les aplicacions de negoci de la teoria de l'equitat es poden resumir de la següent manera:
1. Els empleats esperen un retorn just respecte les seves contribucions a la feina, un concepte conegut com a la "norma d'equitat".
2. Els empleats determinen com ha de ser el seu retorn en quant al concepte d'equitatiu, després de comparar les seves entrades i els resultats amb els dels seus companys de treball. Aquest concepte es coneix com "la comparació social".
3. Els empleats que perceben que estan en una situació no equitativa tractaran de reduir la desigualtat, ja sigui mitjançant la distorsió d'entrades i / o resultats en la seva pròpia ment ("distorsió cognitiva"), per les entrades i / o sortides que alteren directament, o deixant l'organització.. (Carrell I Dittrich, 1978)

### Implicacions per directius
La teoria d'equitat té diverses implicacions per directors empresarials:
- Les persones mesuren els totals de les seves entrades i resultats. Això vol dir que una mare que treballa pot acceptar una compensació monetària més baixa a canvi d'hores de treball més flexibles.
- Diferents empleats atribueixen valors personals a les entrades i els resultats. Per tant, dos empleats de la mateixa experiència i qualificació realitzaran la mateixa feina pel mateix salari, però poden tenir diferents percepcions de la imparcialitat de l'acord.
- Els empleats són capaços d'ajustar-se per adquirir poder i condicions de mercat local. Per això un mestre d'Alberta pot acceptar indemnització més baixa que el seu col·lega en Toronto si el seu cost de vida és diferent, mentre un mestre en un poble africà remot pot acceptar una paga totalment diferent.
- Tot i que pugui ser acceptable per personal més sènior per rebre indemnització més alta, hi ha límits a l'equilibri de la balança d'equitat i alguns treballadors poden trobar una paga executiva excessiva desmotivadora.
- Percepcions del personal quant a les entrades i els resultats de si mateixos i els altres poden ser incorrectes, i les percepcions han de ser gestionades de manera efectiva.
- Un empleat que creu és sobrecompensat pot augmentar el seu esforç. Tanmateix també pot ajustar els valors que adscriu a les seves entrades personals pròpies. Pot fer que interioritzi un sentit de superioritat i de fet disminució els seus esforços.

## Crítiques a la teoria
La crítica ha estat dirigida cap a ambdues les suposicions i aplicació pràctica de teoria d'equitat. Els estudiosos han qüestionat la simplicitat del model, amb l'argument que una sèrie de variables demogràfiques i psicològiques afecten les percepcions de la gent d'equitat i les interaccions amb els altres. A més, molta de la recerca que dona suport a les proposicions bàsiques de teoria d'equitat ha estat conduïdes dins enquadraments de laboratori, i així té aplicabilitat qüestionable a situacions reals (Huseman, Hatfield & Milles, 1987). Els crítics també han argumentat que les persones podrien percebre injustícia/d'equitat no només en termes de les entrades específiques i resultats d'una relació, però també en termes generals del sistema que determina aquelles entrades i sortides. Així, en un enquadrament empresarial, un podria sentir que la seva indemnització és equitable a altres empleats, però un podria veure el sistema d'indemnització sencer com injust (Carrell i Dittrich, 1978).

### Construcción de sensibilitat de l'equitat
La Sensibilitat d'Equitat Construeix proposa que els individus tenen diferents preferències per equitat i així reaccionen de maneres diferents quant a la injustícia i equitat percebuda. Les preferències poden ser expressades en un continu que va des de les preferències d'extrema sota-benefici de les preferències d'extrema sobre-benefici. Es mostren en les tres classes següents:
- Benevolents, els qui prefereixen les seves proporcions de resultat/d'entrada pròpies per ser menys d'aquells del seu soci relacional. En altres paraules, el benèvol prefereix ser valorat per sota de la resta.
- Sensibles, els que prefereixen les seves pròpies relacions d'entrada / resultats siguin iguals als de la seva parella relacional.
- Titulats, aquells que prefereixenque les seves pròpies relacions d'entrada / resultats a superin els de la seva parella relacional. En altres paraules, el titulat prefereix ser més valorat que la resta. (Huseman, Hatfield & Milles, 1987)

### Model d'equitat
El model d'equitat proposa una mesura alternativa d'injustícia/d'equitat al soci relacional o "persona de comparació" de teoria d'equitat estàndard. D'acord amb el Model d'Equitat, un individu es jutja a la "equitat" en general d'una relació mitjançant la comparació de les seves entrades i resultats amb les normes internes establertes. El Model d'Equitat permet d'aquesta manera introduir l'equitat o inequitat percebuda del sistema global, per a ser incorporats en les avaluacions de les relacions dels individus (Carrell i Dittrich, 1978).

### Teoria de joc
L'economia del comportament ha començat recentment a aplicar la teoria de jocs per a l'estudi de la teoria de l'equitat. Per exemple, Gill i Stone (2010) analitzen com les consideracions d'equitat influeixen en el comportament en entorns estratègics en els quals la gent competeix i es desenvolupen les implicacions per als contractes de treball òptims.